# Catena di misura
La catena di misura è un sistema composto da una successione di strumenti ed altre apparecchiature, collegate in modo da poter elaborare il segnale di misura, dalla grandezza d'ingresso (il misurando) fino all'ottenimento della lettura in uscita (la misura vera e propria).
Esempio:
si può effettuare misure di rumorosità realizzando un fonometro composto da un microfono collegato ad un preamplificatore, a sua volta collegato ad un filtro, a sua volta collegato ad un amplificatore, a sua volta collegato ad un voltmetro.
rumore ⇒ microfono ⇒ preamplificatore ⇒ filtro ⇒ amplificatore ⇒ voltmetro ⇒ operatore
Dall'esempio si può notare:
1. la catena inizia con il sensore che si interfaccia direttamente con la grandezza sotto esame, generando un segnale di valore proporzionale (quasi sempre di natura elettrica);
2. la catena termina con il dispositivo visualizzatore che rende la misura direttamente fruibile all'operatore;
3. il sistema realizza una catena ininterrotta di apparecchiature che trattano il segnale in modo consequenziale;
4. la catena comprende anche gli elementi di collegamento tra un'apparecchiatura e l'altra (quasi sempre cavi di collegamento).

Perché il sistema di misura possa funzionare, ogni singola apparecchiatura deve essere compatibile (in ingresso e in uscita) con le altre con cui si interfaccia; inoltre ogni singolo strumento deve essere settato in modo che il segnale venga trattato conformemente alle specifiche della misura.

## Strumenti singoli e catene
Appare evidente che l'esecuzione di misure utilizzando delle catene è problematica, proprio per la necessità di gestire correttamente un sistema di misura complesso. Inoltre, l'uso di questi sistemi richiede spesso personale specializzato.
Pertanto, dove possibile, chi ha esigenze di misura cerca di utilizzare "strumenti singoli" (che da soli realizzano la misura d'interesse) normalmente più facili da gestire e utilizzare. Nel caso succitato potrebbe essere un fonometro integratore facilmente reperibile in commercio.
Ciononostante le "catene" sono sistemi di misura molto diffusi, in quanto vengono incontro comuni esigenze:
1. spesso in commercio non è disponibile uno strumento singolo dotato delle caratteristiche metrologiche richieste; infatti, vista la vastità delle necessità di misura, risulterebbe impossibile realizzare una gamma di strumenti singoli che le accontenti pienamente tutte.
2. gli utilizzatori già dispongono di strumentazione che, opportunamente assemblata, copre l'esigenza di misura; in questo modo si attua un risparmio sull'acquisto e la gestione di nuova strumentazione.
3. l'utilizzatore prevede la necessità di effettuare una vasta gamma di misure, pertanto pianifica l'acquisizione di strumenti singoli dotati di alta flessibilità operativa (trasduttori, condizionatori di segnale, acquisitori, ecc…), poi, con l'opportuno assemblaggio della catena, il raggiungimento delle sue specifiche necessità; in questo modo mantiene un parco strumenti ridotto, e realizza un'economia sulla scala.

## Catene complete e semicatene
Nell'esempio citato si fa riferimento ad una catena completa, da sola abile ad eseguire in autonomia delle misure.
Più comunemente gli operatori parlano di “catene di misura” anche quando ci si riferisce a sezioni di una catena completa, i componenti dei quali vengono gestiti per motivi pratici, in modo unitario. In questo caso sarebbe più opportuno definirle semicatene.
Riprendendo l'esempio citato, l'operatore può decidere di gestire la catena senza il voltmetro, in quanto quest'ultimo può essere destinato a diversi utilizzi fuori dallo specifico contesto dei rilievi fonometrici (è uno strumento piuttosto universale che si adatta a diverse applicazioni); mentre il resto della catena viene gestita come se fosse un tutt'uno, in quanto destinati ad un uso più circoscritto (rilievi fonometrici appunto).

## Sistemi multicanale
Di recente si sono diffusi sistemi di misura multicanale che permettono l'acquisizione di più misure contemporaneamente. Di fatto questi sistemi si possono considerare un insieme di catene di misura legate da un'attività comune. Ogni canale rappresenta una catena di misura, e come tale va gestito.
Spesso questi sistemi dispongono di strumenti registratori multicanale che presentano in quest'ottica delle peculiarità:
- di per sé possono essere considerati come strumenti singoli, solo con diversi ingressi di lettura;
- da punto di vista della gestione operativa, è un componente comune a diverse catene di misura, anche se ogni canale va regolato per interfacciarsi correttamente al resto della catena;
- ogni singolo canale dello strumento è parte della catena, cosa che va considerata quando si analizza le caratteristiche metrologiche di quest'ultima.

## Gestione delle catene
Si è già accennato alle difficoltà della gestione delle catene di misura. Ora approfondiamo qualche aspetto.

### Gestione operativa
Il primo problema che si riscontra è quello della corretta composizione e del settaggio della catena. L'uso di un sistema di misura complesso necessita di capacità e conoscenze tecniche non comuni: l'ideale è disporre di personale specializzato.
Dove questo non è sempre disponibile, si può comporre delle catene utilizzando sempre i medesimi componenti scelti e settati in precedenza da specialisti (anche esterni), e fare un minimo di formazione all'utente comune. In questo caso, giova il fatto che la strumentazione più moderna possa essere programmata con parametri salvati sullo strumento stesso o su un elaboratore remoto.
Il fatto che sia opportuno usare sempre gli stessi strumenti per comporre la catena, sottintende la necessità che ogni singolo componente sia identificato, in modo che non vi siano errate o arbitrarie sostituzioni, con esiti infausti sulle misure. Quando è possibile mantenere la catena intatta, si "fissa" la catena creando uno strumento composto, identificato da un suo codice peculiare, dopo di che la catena viene gestita come fosse uno strumento singolo.

### Gestione metrologica
L'analisi della precisione di misura, la conferma metrologica e la corretta calibrazione di un sistema di misura complesso, costituisce ovviamente un serio problema.
Sostanzialmente ci sono due vie percorribili:
1. calibrazione e taratura di ogni singolo componente, seguita dall'analisi e la somma di tutti gli errori non corretti (o correggibili), al fine di individuare la precisione complessiva della catena;
2. calibrazione standard con dati noti a priori dei singoli componenti della catena, e taratura complessiva della catena ad individuare la precisione della stessa.

Il primo metodo è costoso in quanto richiede molto tempo, l'apporto di diversi laboratori specializzati (per le tarature) e anche l'analisi dei risultati richiede personale qualificato; il tutto in proporzione al numero dei componenti della catena. Il secondo metodo è ovviamente più semplice e potrebbe richiede una sola taratura, il che lo renderebbe molto economico.
Un problema che si può evidenziare con il secondo metodo, è che se i risultati della taratura non fossero soddisfacenti, non sarebbe evidente (dalla singola taratura della catena) quali componenti danno problemi o dove effettuare le necessarie correzioni. Successivamente, si sarebbe comunque costretti a fare un'analisi più approfondita, componente per componente. Al termine di qualsiasi operazione sarebbe comunque necessario ripetere la taratura della catena.
Il primo metodo permette una più completa confidenza sui componenti e sulla catena nel suo complesso. Questa confidenza torna utile nel caso si volessero migliorare le prestazioni del sistema, in quanto si possono individuare i componenti critici ed agire di conseguenza.
Un altro serio problema che si può evidenziare con il secondo metodo, è che qualsiasi intervento sulla composizione della catena di misura (calibrazione o sostituzione di un componente) richiederebbe la ripetizione della taratura della stessa, e questo anche se il componente sostituito fosse di per sé calibrato e tarato. Ciò e dovuto al fatto che potrebbero esserci errori sistematici di componenti della catena che si annullano tra loro, oppure che qualche componente è stato calibrato proprio per correggere degli errori sistematici che si erano evidenziati.
Per quanto detto, il primo metodo tende ad essere conveniente nel caso di catene che per esigenze di attività vengono composte e scomposte spesso, o che sono soggette ad usura e guasti. Il secondo metodo è più adatto alle catene "fisse" composte stabilmente per lungo tempo.